# Annibale Frossi
Annibale Frossi (6 de julio de 1911-26 de febrero de 1999) fue un entrenador y jugador de fútbol italiano, que jugaba como delantero.
Frossi es conocido por usar anteojos correccionales durante sus años de juego después de sufrir miopía cuando era niño. Como futbolista, fue miembro de la selección de Italia, que ganó la medalla de oro en el torneo de fútbol de los Juegos Olímpicos de Berlín 1936, y terminó el torneo como máximo goleador. Como entrenador, también es conocido por sus desarrollos de la teoría del catenaccio, que enfatiza un estilo de fútbol defensivo.

## Carrera del club
Nacido en Muzzana del Turgnano, Frossi comenzó su carrera como futbolista profesional en el Udinese y, tras una larga estancia en la Serie B (con Padova, Bari y L'Aquila), fue adquirido por la Ambrosiana Inter, donde Debutó el 21 de junio de 1936, en la Copa Mitropa. Después de eso, Frossi fue convocado para los Juegos Olímpicos de Verano de 1936 por Vittorio Pozzo, el entrenador de la selección italiana, lo que llevó al equipo a la victoria del torneo con sus prolíficas actuaciones. En los años siguientes, Frossi jugó con el Inter desde 1936 hasta 1942, ganando el “Scudetto” o campeonato de liga, dos veces en 1938 y 1940, así como la Coppa Italia en 1939. Anotó 49 goles en 147 partidos con el Inter, 40 de ellos. que llegó en la liga, en 125 apariciones. Durante la Segunda Guerra Mundial, luego también jugó con Pro Patria entre 1942 y 1943, y en Como en 1945, antes de retirarse.

## Carrera internacional
Frossi hizo cinco apariciones con la selección de fútbol de Italia entre 1936 y 1937, anotando ocho goles. Fue convocado por el seleccionador nacional Vittorio Pozzo para los Juegos Olímpicos de Berlín 1936, donde hizo su debut internacional junto con los demás miembros del equipo olímpico, anotando un gol en la victoria por 1-0 sobre Estados Unidos el 3 agosto; ayudó a Italia a ganar la medalla de oro, anotando en los cuatro partidos de la competición, incluida la final, y terminó el torneo como máximo goleador con siete goles. También hizo una aparición con el lado B de Italia en 1937, en la victoria por 3-2 sobre Austria el 21 de marzo. Hizo su última y única otra aparición con Italia en la victoria por 2-0 contra Hungría el 25 de abril de 1936, anotando un gol.

## Honores

### Jugador

#### Club
Inter
- Serie A: 1937-38, 1939-40
- Copa Italia: 1938-39

#### Internacional
Italia
- Medalla de oro olímpica de verano: 1936

#### Individual
- Bota de oro olímpica: 1936[3][7]